# 聖赫羅尼莫德瓜德瓜亞巴爾市
聖赫羅尼莫德瓜德瓜亞巴爾市（西班牙語：Municipio San Jerónimo de Guayabal），是委內瑞拉的一個市，位於該國中部瓜里科州，首府設於瓜亞瓦爾，面積4,357平方公里，2001年人口17,753，人口密度每平方公里4.1人。